# Kruckel

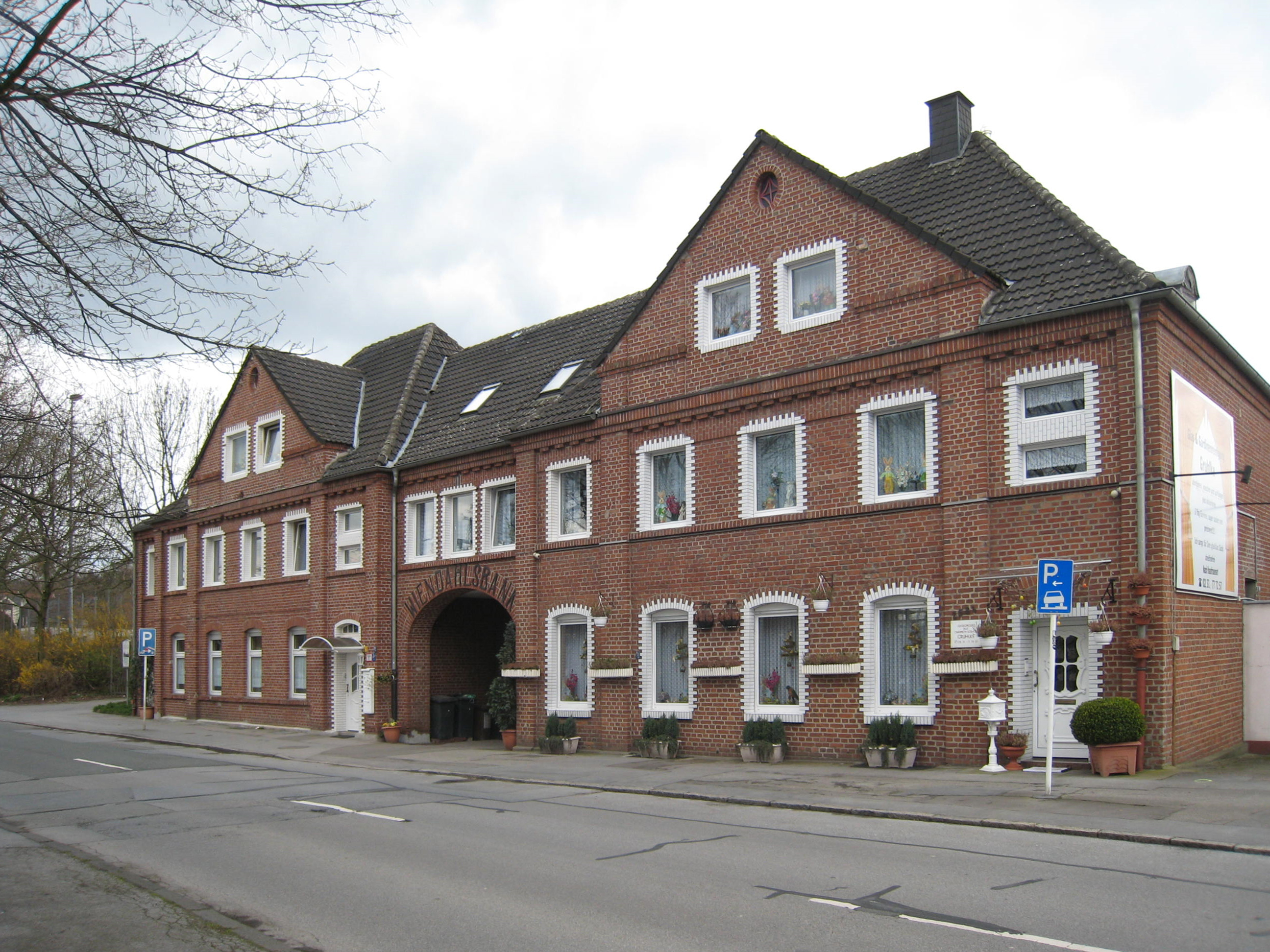
Verbliebene Gebäude der Zeche Vereinigte Wiendahlsbank

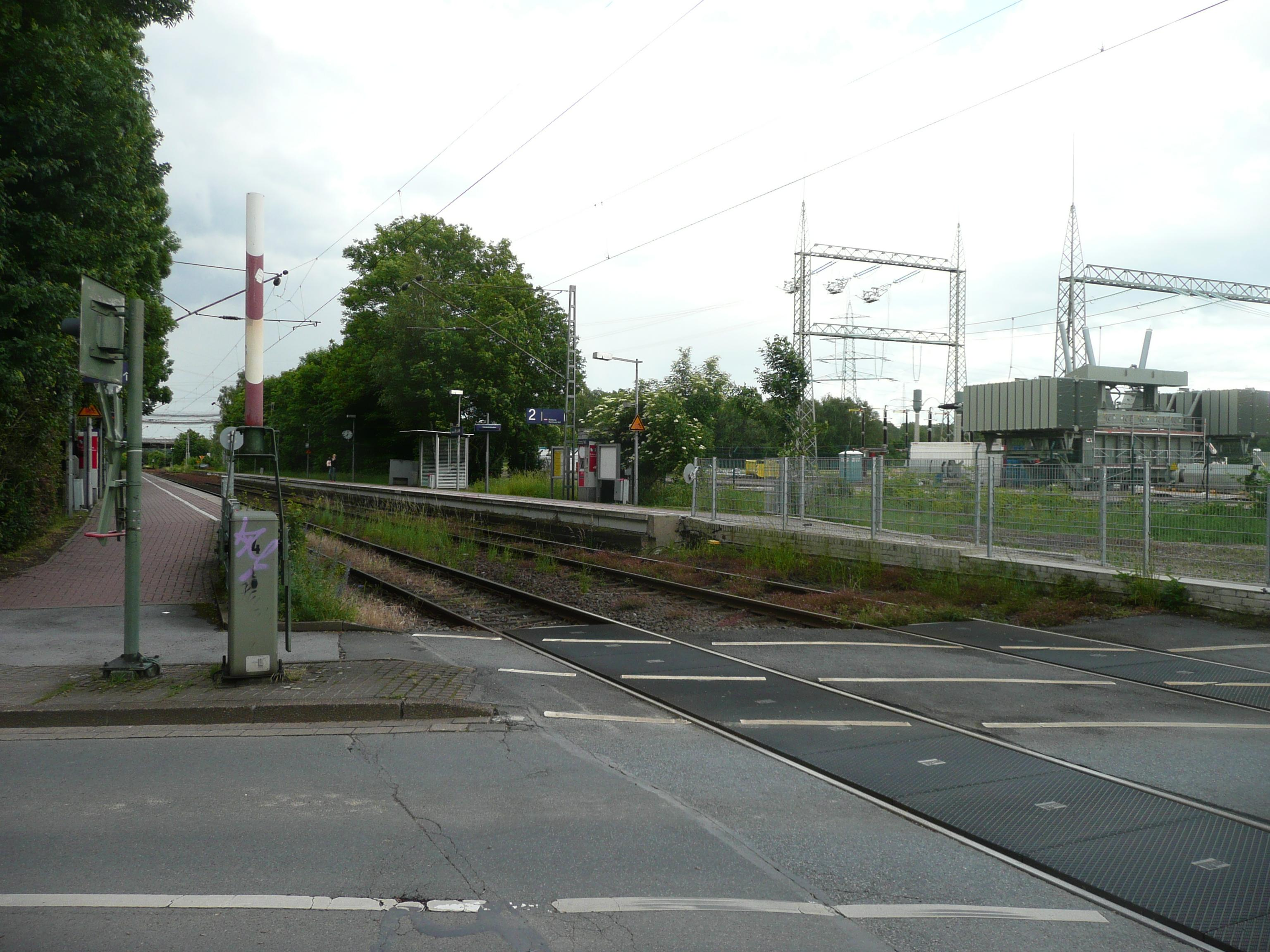
Bahnhof Dortmund-Kruckel

Kruckel ist ein südwestlicher Stadtteil von Dortmund im Stadtbezirk Hombruch. Gesprochen wird der Ortsname Kruckel entgegen der Schreibweise mit einem langen u als Kruhkel (Dehnungs-c).
Die Nachbarorte sind das zu Witten gehörende Rüdinghausen und die Dortmunder Stadtteile Persebeck, Großholthausen und Schnee.

## Geographie
Durch Kruckel fließt der Grotenbach, der zum Verbund der Emschergenossenschaften gehört. Der Grotenbach fließt von Witten kommend durch Kruckel und mündet in Hombruch in den Rüpingsbach. Durch eine gezielte Verrohrung der Schmutzwässer wurde Kruckel von Fäkalien und Industrieabwässern befreit. Das alte Betonbett der Emschergenossenschaft wurde entfernt, eine endgültige Renaturierung steht aber noch aus.

## Geschichte
Kruckel wurde erstmals 1274 mit Ditmarus Kruckelo urkundlich erwähnt. Weitere Namen erscheinen mit Johannes de Crukelo (1310), Henricus de Crukelo (1318), Johan van Krukelo (1345), Theodericus de Krukelo (1380) und Nolleke van Krukelo (1381) im Dortmunder Urkundenbuch oder dem des Klosters Clarenberg. Im Jahr 1841 wird Kruckel als Bauerschaft in einer Ortschaftstabelle bezeichnet. 
Kruckel gehörte im Spätmittelalter und der Frühen Neuzeit in der Bauerschaft Groß-Holthausen (Groitte Holthuysen) und Amt Hörde (historisch) zur Grafschaft Mark. Laut dem Schatzbuch der Grafschaft Mark von 1486 hatte in der Bauerschaft ein Hans Kruyckelman vier Goldgulden an Abgabe zu leisten. 1705 gehörte der Ort zum Kirchspiel Rüdinghausen und im Dorf Kruckel waren vier Steuerpflichtige mit Abgaben an die Rentei Hörde im Kataster verzeichnet.
Geht man für Kruckel bei der Namensdeutung von einem Bestimmungswort aus, das in einem nicht näher bestimmbaren Sinne etwas Gekrümmtes bezeichnet, dürfte ein Waldstück nach seiner Form benannt worden sein.
Wirtschaftsgeschichtlich hatte Kruckel Bedeutung als Standort der Zeche Vereinigte Wiendahlsbank, die 1856 gegründet wurde und bis 1924 Kohleabbau betrieb. Seit 1908 bestand neben der Zeche das erste Kraftwerk der VEW. Von der Tradition der Stromerzeugung im Stadtteil zeugt heute ein Umspannwerk der Amprion (ehemals RWE). Im Rahmen des Neubaus einer 380-kV-Stromtrasse von Kruckel nach Rheinland-Pfalz begannen hier 2012 umfangreiche Umbaumaßnahmen.
In Kruckel gibt es auch einen Fahrradweg, der Rheinische Esel, eine ehemalige Bahnstrecke.
Der Löschzug 17 der Freiwilligen Feuerwehr Dortmund ist im Nachbarstadtteil Persebeck stationiert, an der Einmündung der Kruckeler Straße in die Menglinghauser Straße. Diese Straßen bilden die Hauptverkehrswege im Ort.
Über die Linie 448 der Stadtwerke Dortmund im VRR ist der Ort in den ÖPNV eingebunden. An das Schienennetz ist Kruckel über die S-Bahn-Linie S5 auf der Strecke von Dortmunder Hauptbahnhof nach Witten und Hagen angebunden und besitzt mit dem Haltepunkt Dortmund-Kruckel einen eigenen Haltepunkt an der Bahnstrecke Elberfeld–Dortmund. Dort verkehrt die S 5 der S-Bahn Rhein-Ruhr.
Die Kruckeler Grundschule ist am Sportplatz des TuS Kruckel an der Rüdinghauser Straße beheimatet.

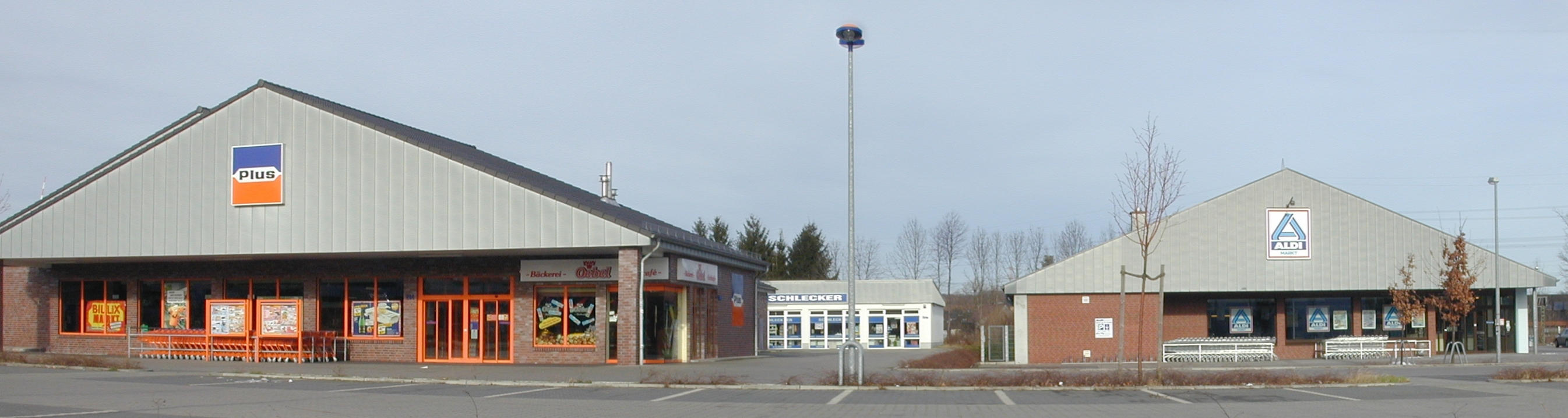
Discounterzentrum (2008)

Persebeck hat einen Kindergarten und eine AWO in der Straße Grotenkamp. Ebenfalls im Gebäude der AWO und des Kindergartens befindet sich ein Jugendraum. Vor dem Bau des städtischen Gebäudes mussten alte Stollenanlagen der Zeche Vereinigte Wiendahlsbank aufwändig mit Beton verfüllt werden. Im angrenzenden Gelände zur Freiwilligen Feuerwehr und zur Menglinghauser Straße befindet sich der „Westentaschenpark“, eine Mini-Grünfläche mit Spielgeräten und einem Bolzplatz. Außerdem befindet sich in Kruckel das Boverfeld, ein verkehrsberuhigtes Wohngebiet. Im Boverfeld befinden sich auch ein Spielplatz und ein Anschluss an den Rheinischen Esel. In Kruckel liegen zwei Lebensmittelmärkte.

## Bevölkerung
Der Stadtteil Kruckel gehört zum statistischen Bezirk Persebeck-Kruckel-Schnee.
Bevölkerungsstruktur im statistischen Unterbezirk Kruckel:
- Bevölkerungsanteil der unter 18-Jährigen: 21,1 % [Dortmunder Durchschnitt: 16,2 % (2018)][5]
- Bevölkerungsanteil der mindestens 65-Jährigen: 19,2 % [Dortmunder Durchschnitt: 20,2 % (2018)][6]
- Ausländeranteil: 4,1 % [Dortmunder Durchschnitt: 18,2 % (2018)][7]
- Arbeitslosenquote: 4,0 % [Dortmunder Durchschnitt: 13,4 % (2013)]

Das durchschnittliche Einkommen in Kruckel liegt etwa 35 % über dem Dortmunder Durchschnitt.

### Bevölkerungsentwicklung
| Jahr | Einw. |
| ---- | ----- |
| 2003 | 1037  |
| 2008 | 1207  |
| 2010 | 1206  |
| 2013 | 1312  |
| 2018 | 1327  |